# Буткуте, Года
Года Буткуте (лит. Goda Butkutė; род. 10 июля 1999, Каунас) — литовская фигуристка, выступавшая в парном катании. В паре с Никитой Ермолаевым была четырёхкратной чемпионкой Литвы (2013, 2015—2017), участницей чемпионата мира и Европы (2016, 2017).
По состоянию на 6 ноября 2016 года пара Буткуте и Ермолаев занимали 25-е место в рейтинге ISU.

## Карьера
Года Буткуте родилась 10 июля 1999 года в Каунасе. Начала заниматься фигурным катанием в 2003 году. Первоначально выступала в одиночном катании, тренировалась под наставничеством президента Литовской федерации фигурного катания Лилии Ванагене. Повилас Ванагас высоко оценивал перспективы юной Годы, называл её «уникальной фигуристкой».
В 2012 году Буткуте находилась на стажировке в Санкт-Петербурге у тренера по парному катанию Николая Великова, где познакомилась с Никитой Ермолаевым, который в то время находился в поиске партнёрши. Так Буткуте и Ермолаев начали совместные выступления. По причине высокой конкуренции в сборной России, пара приняла решение кататься за Литву.
Из-за смены Ермолаевым, ранее выступавшем за Россию, спортивной федерации, пара до 2015 года находилась в «карантине» от международных турниров. В то время дуэт соревновался на национальном уровне, участвую вне конкурса в российских внутренних турнирах, а также став победителями чемпионата Литвы (2013). В общей сложности за всю совместную карьеры фигуристы четыре раза завоёвывали золото национального чемпионата (2013, 2015—2017).
По окончании у Ермолаева «карантина» в сентябре 2015 года спортсмены впервые выступили на международной арене в Италии на Lombardia Trophy. Они заняли второе место и набрали необходимый технический минимум для участия в чемпионате мира. Далее фигуристы выступали на разных турнирах, в том числе и серии Челленджер, лишь один раз не попав в призы. На первом для себя чемпионате Европы, пара заняла одиннадцатое место. Вскоре после чемпионата Европы спортсмены сменили тренера, с ними начал работать действующий фигурист Александр Смирнов, который пропускал остаток сезона из-за травмы партнёрши. В Бостоне на чемпионате мира фигуристы установили личный рекорд в коротком прокате, но этого не хватило для прохода в финал — произвольную программу.
В сезоне 2016/17 Буткуте и Ермолаев продолжили тренироваться под руководством Александра Смирнова. Первым стартом сезона, как и год назад, являлся турнир Lombardia Trophy, в рамках которого фигуристы стали пятыми среди шести пар-участниц. Вскоре пара выступала в Словакии на Мемориале Ондрея Непелы, где снова финишировали на пятой строчке. В ноябре 2016 года дуэт дебютировал в серии Гран-при, заняв последнее место Гран-при России. В том же месяце литовцы выступали на Tallinn Trophy, где финишировали на третьем месте, получив рекордные для себя баллы за короткую программу. В январе 2017 года пара участвовала в турнире Toruń Cup, заняв третье место. На чемпионате Европы 2017, проходившем в Чехии, литовские фигуристы финишировали на последнем месте. В конце сезона Буткуте и Ермолаев выступали на чемпионате мира 2017, где не прошли в финальную стадию соревнований.

## Результаты
В паре с Никитой Ермолаевым
| Соревнования     | 12/13 | 14/15 | 15/16 | 16/17 |
| ---------------- | ----- | ----- | ----- | ----- |
| Чемпионат мира   |       |       | 17    | 22    |
| Чемпионат Европы |       |       | 11    | 18    |
| Гран-при России  |       |       |       | 8     |
| Мемориал Непелы  |       |       |       | 5     |
| Lombardia Trophy |       |       |       | 5     |
| Tallinn Trophy   |       |       | 4     | 3     |
| Toruń Cup        |       |       | 2     | 3     |
| Lombardia Trophy |       |       | 2     |       |
| Warsaw Cup       |       |       | 3     |       |
| Мордовские узоры |       |       | 3     |       |
| Чемпионат Литвы  | 1     | 1     | 1     | 1     |